# Набока-Дуброва
Набока-Дуброва — деревня в Советском районе Кировской области в составе Колянурского сельского поселения. 

## География
Находится на расстоянии примерно 29 километров по прямой на юг от районного центра города Советск.

## История
Известна с 1873 года как деревня Набокая Дуброва, в которой отмечено дворов 18 и жителей 241, в 1905 23 и 183, в 1926 26 и 134, в 1950 26 и 106. В 1989 году проживало 77 жителей .

## Население
Постоянное население составляло 72 человека (русские 87%) в 2002 году, 29 в 2010.